# Ágúst Guðmundsson
Ágúst Guðmundsson (29 juni 1947, Reykjavík) is een IJslands filmregisseur.

## Filmografie
- Land og synir (1980)
- Útlaginn (1981)
- Með allt á hreinu (1982)
- Gullsandur (1984)
- De IJslandse televisieserie Nonni und Manni (6 afleveringen, 1988-1989)
- Dansinn (1998)
- Mávahlátur (2001)
- Í takt við tímann (2004)

- Gemeinsame Normdatei: 143568574
- International Standard Name Identifier: 0000 0001 1549 7839
- Library of Congress Control Number: no2012115020
- Nederlandse Thesaurus van Auteursnamen: 363355405
- Virtual International Authority File: 168692053
- WorldCat: E39PBJmDr7MvHtR3mM7jT6kqwC